# لوکاس برگستروم
لوکاس برگستروم (سوئدی: Lucas Bergström؛ زادهٔ ۴ سپتامبر ۲۰۰۲) بازیکن فوتبال اهل فنلاند است که در پست دروازه‌بان بازی می‌کند.
از باشگاه‌هایی که در آن بازی کرده است می‌توان به باشگاه فوتبال چلسی اشاره کرد.
وی همچنین در تیم‌های ملی فوتبال زیر ۱۶ و زیر ۱۷ سال فنلاند بازی کرده است.

## دوران باشگاهی
برگستروم در سال ۲۰۱۸ از تیم محلی خود TPS به باشگاه فوتبال چلسی در لیگ برتر فوتبال انگلیس پیوست. او اولین بازی خود را در دوران جوانی در آخرین بازی فصل ۲۰۱۸/۲۰۱۹ در برابر باشگاه فوتبال ردینگ انجام داد و در سپتامبر ۱۰۱۹ حرفه‌ای شد. در ۱۴ سپتامبر ۲۰۲۱، برگستروم در دیدار گروهی لیگ قهرمانان اروپا مقابل باشگاه فوتبال زنیت سن پترزبورگ در خانه میان بازیکنان تعویضی انتخاب شد.
در ژوئیه ۲۰۲۲، برگستروم به صورت قرضی به باشگاه فوتبال پیتربورو یونایتد در لیگ یک فوتبال انگلستان فرستاده شد. در ۳۰ ژوئیه، او اولین بازی حرفه‌ای خود را در پیروزی ۳–۲ در یک بازی لیگ یک مقابل باشگاه فوتبال چلتنهام تاون انجام داد.

## دوران ملی
برگستروم بازیکن تیم ملی فنلاند در سطوح زیر ۱۶ و زیر ۱۷ سال بوده است. او بین سال‌های ۲۰۲۱ تا ۲۰۲۲ به تیم ملی فوتبال زیر ۲۱ سال فنلاند دعوت شد.

## افتخارات
چلسی
- لیگ کنفرانس اروپا: ۲۰۲۴–۲۵[۶]